# 大身無鬚魮
大身無鬚魮（学名：Puntius cauveriensis）是輻鰭魚綱鯉形目鯉科無鬚魮屬的其中一個種，該物種被IUCN列為瀕危物種，分布於亞洲印度，棲息在中底層水域。